# Lakka

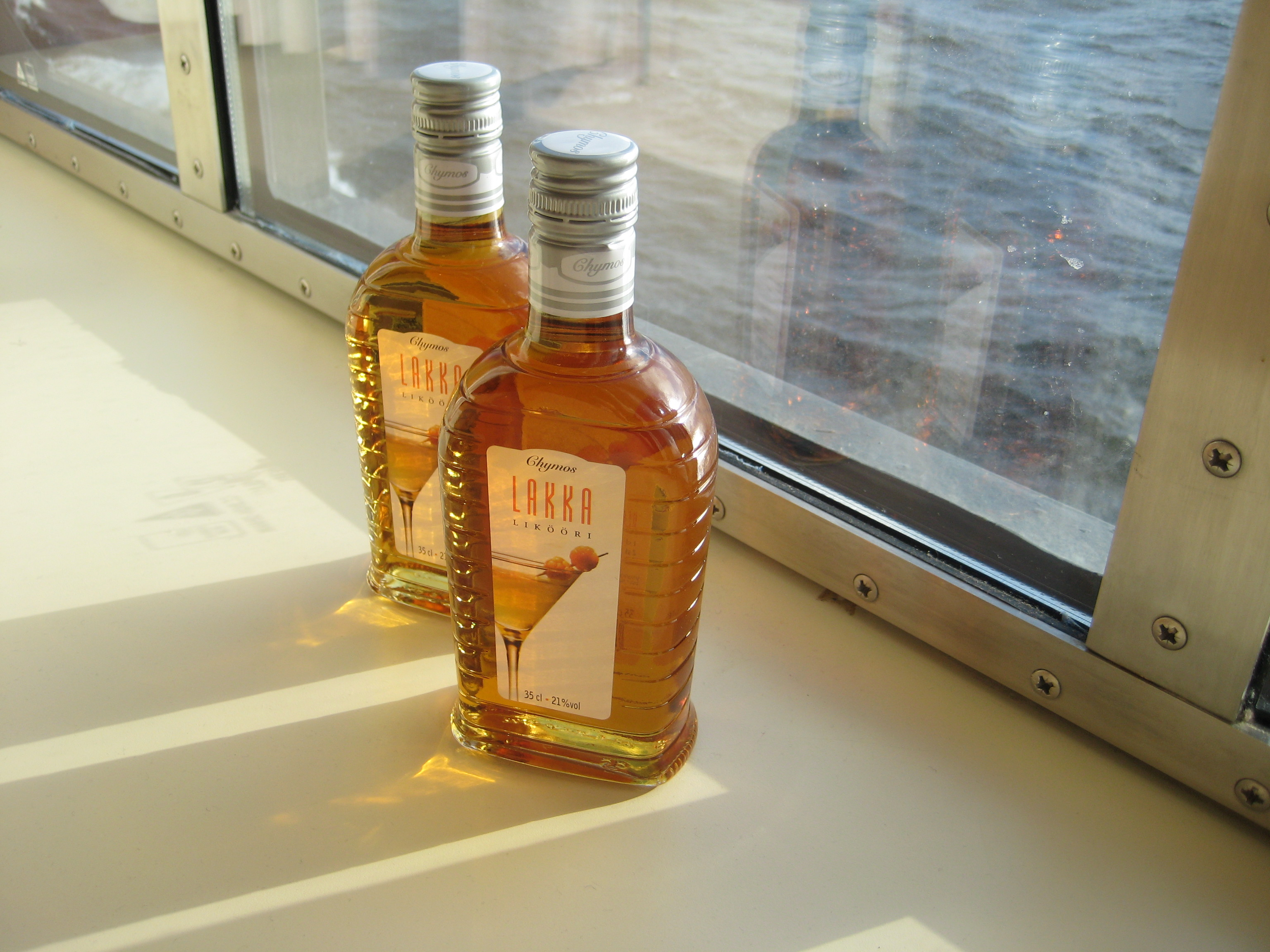
Lakka från Chymos

Lakka är en likör från Finland som är baserad på hjortron. Det finns flera tillverkare av lakkalikör, bland andra Chymos, Lapponia samt Lignell&Piispanen.